# 兼下真由子
兼下 真由子（かねした まゆこ、1986年1月6日 - ）は、日本の起業家、元フィットネストレーナー、元ヨガインストラクター。メディテーションを主体とした、独自の脳神経トレーニングを開発し、トップアスリートのメンタルトレーナーとして活動している。
トレーナー・インストラクター活動以前には歌手・女優として活動しており、美月（みつき）の芸名でデビュー、のち本名の兼下真由子やMAYUKO（まゆこ）の芸名を用いていた。

## 来歴
広島県広島市出身。8歳から地元の芸能スクールで歌のレッスンを受けたり、舞台に出演するなどしてきたが、14歳の時に意を決して歌手を目指し単身上京する。路上ライブやイベントライブへの出演などの活動を行う。
2004年10月にインターネットテレビ「あっ!とおどろく放送局」で冠番組『美月のMoon live!』がスタートした。
2005年7月、川村結花の「夜空ノムコウ」でエントリーした日本テレビ『歌スタ!!』にてオーディションを勝ち抜き、2006年にR and Cよりデビュー、シングル2曲をリリースした。
2007年2月23日以後、ライブを一時休止、『美月のMoon live!』も終了し、公式サイトも削除された。1年弱の沈黙を経て、2008年1月26日にブログ「美月〜絵描き詩〜」が開設され、近況を知ることができるようになった。
2008年11月11日より、ブログを「兼下真由子－MOONBOW-」（現在は「遠い空、同じ夢。」に改題）に移した。また、本名の兼下真由子で音楽活動を再開した。
2013年7月1日より、FUNエンターテイメント株式会社に在籍、芸名をMAYUKOとして活動した。また東京都文京区音羽に『MAYUKO MUSIC STUDIO』をオープンし、ヴォイストレーナーとしての活動も行う。
2014年前半は舞台活動を中心として活動し、シアターサンモール『言いたい…だけだから』、『ウエストサイズストーリー』などに出演する。
2016年に中川瑞穂と共同で株式会社Being Yoga Japanを設立し、ヨガをベースにしたエンターテイメント事業を起業した。
2021年4月、株式会社WINZONEを設立。メディテーションを主体としたメンタルトレーニングメソッドWINメディテーション®︎をリリース。講師の育成にも注力し、9月には東京代官山・恵比寿にプライベートサロンをオープン。
2023年8月、株式会社WINメディテーションジャパンを設立。現在は現役トップアスリートを中心に年間1万人以上の人々に、WINメディテーション®︎を提供。有名アーティストや俳優からも多大な支持を得ている。

## 著書

### 単著
- 『解決メディテーション』（幻冬舎、2023年）

## 芸能活動

### ディスコグラフィー

#### シングル
- Discover/Chain〜あなたがいない星は私も生きられない（2006年1月25日）
  1. Discover（作詞:市川喜康／作曲:市川喜康）
  2. chain〜あなたがいない星は私も生きられない〜（作詞:井手コウジ／作曲:井手コウジ）
- 砂漠の抜け方（2006年10月25日）
  1. 砂漠の抜け方（作詞:松ヶ下宏之／作曲：松ヶ下宏之）
  2. eternal memory（作詞:mitsuki／作曲：松ヶ下宏之）

#### 未CD化曲
CD化されていないがライブで歌われることの多かった曲。
- 蜜蜂（作詞:mitsuki／作曲：松ヶ下宏之）
- 黒い瞳（作詞:松ヶ下宏之／作曲：松ヶ下宏之）
- 少女のうた（作詞:mitsuki／作曲：mitsuki）
- 流浪（作詞:mitsuki／作曲：小林健樹）
- 教えて（作詞:mitsuki／作曲：千綿ヒデノリ）
- oz（作詞:mitsuki／作曲：加藤大祐）
- コスモス（作詞:mitsuki／作曲：mitsuki）
- over（作詞:mitsuki／作曲：mitsuki）

### テレビ番組・ラジオ番組・ブログ

#### 美月のMoon live!
インターネットテレビ「あっ!とおどろく放送局」で2004年10月6日から2007年3月28日にかけて毎週水曜日午後8時より約45分間放送されていた美月の冠番組。生放送で、配信中に送られてくる視聴者からのメール紹介が柱であった。細かいコーナーはリニューアルを経て最終的に「録って出し」（ライブ映像等の紹介）・「アコギマスター」（美月本人がアコースティックギターの演奏の習得を通じて成長していく過程を見せる）・「言ノ葉」（美月の印象に残った言葉を紹介するコーナー）に落ち着いた。

#### 美月のきいたもん勝ち
ラジオ日本で2006年1月から2006年6月まで、毎週土曜日24時より約30分間放送されていた美月の冠番組。

#### 美月〜絵描き詩〜
2008年1月26日に開設された美月のブログ。身辺雑記が主であるが、2008年1月30日の記述では休業に至った心情や、ブログ開設までどのようにすごしていたか、などが記されている。

### 美月チャンネル
インターネットテレビ「あっ!とおどろく放送局」で美月が出演している番組を集めたチャンネル。オンデマンド放送でライブ映像やPVのメイキングを見ることができた。現在は配信していない。

### 舞台
- エアースタジオ「君死にたまふことなかれ」（2012年2月8日 - 12日、aqua studio） - 尾崎冬子 役
- 劇団空感エンジン「Juliet」（2012年9月26日 - 10月1日、アクアスタジオ）
- FUNエンターテイメント公演（藤門篤史脚本・演出）
  - 「Dance Dance R」（2013年11月8日 - 11日、池袋シアターグリーン BIG TREE THEATER） - 美咲役（主演）
  - 「メッサーシュミット先生」（2014年3月28日 - 30日、池袋シアターグリーン BIG TREE THEATER）
- FUNエンターテイメント本公演（保木本信也脚本・演出）
  - 「ウエストサイズストーリー」（2014年9月26 - 28日、シアターサンモール）

### 芸名「美月」の由来
メジャーデビュー直後のインタビューで答え、その後もライブや『美月のMoon live!』中で語っているところによれば、元々月は好きだったので、「真っ暗な空に明るく一つ輝いて浮かんでいる月のような存在になりたい」という意味を込めて美月という芸名にしたという。